# Чуваки
Чуваки — деревня в Пермском районе Пермского края России. Расположена в центральной части края в 11 км к юго-западу от Перми, на берегах реки Усолка (бассейн Камы).
Основана в 1671 году.
В деревне есть начальная школа.
В деревне расположена молочно-товарная ферма.

## Достопримечательности
Неолитическая стоянка V—IV тысячелетия до н. э., в 800 м к юго-востоку от деревни на левом берегу реки Большая Усолка.
Близ деревни проводятся соревнования открытого чемпионата Пермского края по автоспорту «Уральский ухаб».
В 2018 году населённый пункт был признан деревней с самым весёлым названием в России.

## Население
| 2010 |
| ---- |
| 182  |